# 臺南府糧捕海防通判
台南府糧捕海防通判為台灣清治時期後期（1887年－1895年）的澎湖文職最高長官，派駐澎湖廳，官職品等為正六品，前身為台灣府糧捕海防通判。

## 簡介
因為清治澎湖屬澎湖廳，亦為福建台灣省台南府轄下區劃，因此該通判也是台南府的一個分派官職。就兵力言，以1895年為例，台南府糧捕海防通判約統管步兵12營、砲兵2營、海軍1營，人數達5000人以上。
甲午戰爭末期的1895年3月20日，來自日本廣島混成支隊的5500名日本軍隊登陸澎湖，並於兩天後3月22日完全控制澎湖全島。也因台灣戰略重鎮澎湖的佔領事實，讓幾乎確定可攻下台灣的日軍於兩天後的3月24日簽下了割讓福建台灣省的馬關條約，並隨後展開了長達五十年的台灣日治時期。至此，該通判官職也隨著清治時期結束而裁撤。然而駐守澎湖；末任的台南府糧捕海防通判陳步梯也因為兩天內失守澎湖的嚴重失責，於1895年6月被閩浙總督邊寶泉逮捕審明為斬監候。不過在秋決前，獄中候斬之陳步梯以「未有兵柄」理由，遭減刑下刑部議。

## 歷任
| # | 姓名   | 到任時間 | 註記                                         |
| - | ------ | -------- | -------------------------------------------- |
| 1 | 李春榮 | 1887年   | 台灣府糧捕海防通判同年改制後亦為第一任主官。 |
| 2 | 龍景惇 | 1888年   |                                              |
| 3 | 俞鴻   | 1890年   | 貢生代理。                                   |
| 4 | 蕭贊廷 | 1892年   | 由宜蘭知縣調補。                             |
| 5 | 潘文鳳 | 1892年   |                                              |
| 6 | 陳步梯 | 1893年   | 1895年戰敗內渡中國。                         |